# Wohlmuth Ferenc
Wohlmuth Ferenc (Sopron/ Neckenmarkt- Ausztria, 1855. július 17- Császár, 1919. június 5), magyar katolikus pap. 

## Családja és gyermekkora
Wohlmuth Ferenc Sopronnyéken (németül Neckenmarkt) született 1855. július 17-én, német anyanyelvű családban. Négyen voltak testvérek, két fiú és két lány, ő a harmadik gyermek a családban.
Iskoláit szülőfalujában kezdte, majd 1868-ban gimnáziumi tanulmányai miatt Szombathelyre kerül majd Sopronban. Tizenhét évesen, beiratkozott a győri bencés gimnáziumba, ahol öt évig tanult. Az akkori gimnáziumokban előkészítő évfolyamokat indítottak, hogy a különböző népiskolákból érkező diákokat felkészítsék a gimnáziumi oktatás követelményeire. Ezen kívül, mint nem magyar anyanyelvű diák, külön tanórákon magyar nyelvet tanult, mert a gimnáziumi képzés magyarul folyt. Ez az oka, hogy a nyolc osztályos népiskolát, kilenc éves gimnáziumi képzés követte.

## Szemináriumi évek
1877-ben kérte a felvételét a győri egyházmegye szemináriumába, ahol négy évig tanult. A tanulmányi eredményei évfolyamonként és tantárgyanként változó, de az eminens diákok közzé tartozik. 1881. július 11-én a győri székesegyházban szentelték pappá.

## Az első papi évek
Első kápláni helye Ruszt (ma Rust, Ausztriában) volt, a Fertő-tó nyugati partján található kisváros. Ferenc atya itt találkozhatott először egy többségben protestáns várossal, ahol mint katolikus pap szolgált. Valószínűsíthető, hogy itt alapozódott meg a nyitottsága a más felekezetűek felé, amit ma ökumenikus érzékenységnek vagy nyitottságnak nevezünk.
Egy év után Nezsiderbe (ma: Neusiedl am See) helyezték, ahol 1886-ig szolgált. 1886. szeptember 9-től Sopronkeresztúrra (ma: Deutschkreutz) helyezték. 1887 szeptemberétől pedig Harkán találjuk mint plébániai adminisztrátor. Ez a vegyes vallású falú Neckenmarkttal szomszéd település.

## Szemináriumi spirituálisként
Gyenge egészsége ellenére mindenütt kitűnt buzgóságával, életvidámságával és munkaszeretetével. Talán ezen erényei miatt püspöke kinevezi a győri szeminárium spirituálisának. Ezt a szolgálatot 1889-1892 között végzi, miközben hittanár a győri leányiskolában is.

## A magyarországi kármelita nővérek spirituálisa
Dr. Zalka János megyéspüspök (1867-1901), három év szemináriumi szolgálat után kinevezte Ferenc atyát, az első magyar női Kármel spirituálisának, Sopronbánfalvára. A nővérek 1892. október 28-án költöztek be a kolostorba. Több mint két éves spirituális tevékenysége után, püspöke kinevezi Császár plébánosává. A bánfalvi krónikában a nővérek azt írták róla, hogy „Főméltóságú Wohlmuth Ferenc jámbor, buzgó pap volt és a kolostornak mindig jó barátja és jótevője maradt”. Ferenc atya a későbbiekben nem csak velük, hanem a később alapított szombathelyi kármellel is baráti kapcsolatot tartott fenn. Erről a két kolostorról végrendeletében is gondoskodik, mert jelentős anyagi javakat hagy rájuk. A Sopronbánfalvai apácákra 2000 koronát, a szombathelyeikre 1000 koronát hagyott.

## Császár plébánosaként
Császár mintegy 35 km-re, délre fekszik Győrtől, a püspöki székhelytől. A lakosság nagyobb része mind a mai napig református. Ferenc atyának már előzőleg is volt tapasztalata vegyes vallású faluval, hiszen Ruszton is többségben voltak a protestánsok. A plébániához több filia is tartozott: Csép, Ete, Vérteskethely, Makkpuszta, Kárpátpuszta, Márkuspuszta, Domotegul, Szendicsőszlak, Modis, Kurcsimajor, Czigánytelep, Csépmalom, Karikapuszta, Bajzapuszta, Szőlőhegy, Békavár, Kinzapuszta, Szélmalom. A plébánia területén összesen 3263 református, 1811 katolikus, 61 zsidó és 307 evangélikus élt. Császár lakóinak száma 2396 volt, a plébánia területén pedig összesen 5442 ember élt.
A császáriak leírásai szerint sovány testalkatú ember volt, a közepesnél magasabb, beesett arcú, kopaszon ősz hajú, sovány, görnyedt, gyönge szemeit szemüveg takarta, járása vonszoltnak mutatkozott. Szabó Géza, utolsó káplánja így jellemezte: bámulatos bizalma volt az isteni Gondviselésben. Bármi történt vele, semmi fel nem izgatta. Jellemes, gerinces katolikus pap volt. Életének legkülönbözőbb gondjaiban és problémáiban a vigasztalást mindig az Eukarisztiában jelenlévő Jézusnál kereste.

## Ferenc atya, mint lelkipásztor

### „Szolgáljunk az Úr Istennek örömmel, békességgel, türelemmel!”
A fenti mondat, részlet egy prédikációjából, de akár életprogramjaként is értelmezhető megismerve életét.
A Győri Egyházmegye Levéltára őrzi az Aranybánya nevet viselő, kéziratban fennmaradt prédikációinak a gyűjteményét. Prédikációiból kitűnik, hogy fontosnak tartotta, hogy a Katekizmus témáit átadja a prédikációk keretében, igyekezett a tiszta forrásból táplálni híveit, prédikációinak az alapja a Szentírás és a hitigazságok, nem elégedett meg felszínes frázisokkal, felületes jámborsággal. Ez azért is rendkívüli, hiszen földművesek, állattenyésztők között él és őket akarja megszólítani prédikációiban.

### Örömmel szolgálni és türelemmel viselni az élet nehézségeit
A prédikáció gyűjteménybe hatvanötször szerepel az öröm szó. Úgy tűnik, hogy ez a téma fontos volt számára és jó lelkipásztorként pozitív értékek, erények által igyekezett a híveket az életszentség útján vezetni. Amikor az életszentségről beszél, akkor is nagy pedagógiai érzékkel írja le, hogy hogyan kell a belső emberrel foglalkozni, illetve hogy a Szentlélek gyümölcseit kell teremni (pünkösdi prédikációk).

### Az árvák és szegények pásztora
„Az alamizsna az nem pazarlás, senkit sem tett még szegénnyé az alamizsna, a fa, ha meg lesz nyesve, annál dúsabban hajt, a szorgalmasság majd irgalmat hoz.” (Áldozócsütörtöki prédikáció.)
Nagyon szerényen élt és járadéka nagy részét a betegek és szegények szolgálatára fordította. Különös gondja volt az árvákra, a lányok oktatására is. Jótékonysági alapot hozott létre árvák, szegények megsegítésére és a végrendeletében is rendelkezik az alap javára. A plébánia konyháján főzetett a szegényeknek és a rászoruló betegeknek házhoz vitette az ételt. A plébániára befogadott egy árva kislányt, Kajári Mariannt, akiről végrendeletében is gondoskodik, kivégzésekor még csak 10 éves volt, később Batthyányi Strattmann Lászlóhoz került.
„Akiknek tehát az Ur Isten hatalmat adott kötelességeik vannak. A papi hatalommal is mennyi mindenféle kötelezettség nem jár. Az állásánál fogva a híveket oktatni, a szentségeket és szentelményeket nekik kiszolgáltatni, a nyilvános isteni tiszteletet megtartani, a botrányokat üldözni, az iskolák, szegények, özvegyek árvák gondját viselni népéért sokat imádkozni, plébánia javadalmát kellő karban fenntartani.” (Pünkösd utáni VIII- ik vasárnap prédikációjából.)
A faluban nagyon tisztelték figyelmességéért és szolgálatkészségéért a szegények és betegek iránt, különösen pedig azt, hogy felekezeti hova tartozás nélkül mindenkivel ugyanolyan nagylelkű volt.

### Ökumenikus nyitottság
Az Első világháború előtti időszakban az ökumenizmus, a vallási türelem és nyitottság más felekezetek felé nem nagyon volt jellemző, sőt katolikus részről az Egyház eléggé elhatárolódott az ökumenikus kezdeményezésektől. Az első ökumenikus missziós konferenciát 1910-ben szervezték Edinburgh-ben, viszont XI. Pius 1928-ban megjelent apostoli levelében még tiltja a római katolikusoknak, hogy bármilyen, nem katolikus kezdeményezésre történő egységkeresésben részt vegyenek, szerinte „Ilyen törekvéseket a katolikusok természetesen nem helyeselhetnek, mert azon a téves nézeten alapulnak, hogy az összes vallások többé-kevésbé jók és dicséretesek” (XI. Piusz pápa „Mortalium animos” kezdetű apostoli körlevele, az igazi vallásegység elősegítéséről, 1928. január 6).
Ferenc atyát 1919-ben végezték ki, tehát az ő ökumenikus nyitottsága, tisztelete megelőzte korát. Császár lakossága többségében református volt, de a református hívek között mind a mai napig nagy tiszteletnek örvend az egykori plébános. Prédikációiból kitűnik, hogy különösen nagy hangsúlyt fektetett azokra a témakörökre, ahol egyetértésre juthatnak a különböző felekezetek tagjai. A templom falain kívül a szeretetcselekedetekben megvalósuló ökumenizmust vallotta, hiszen felekezettől függetlenül bárki kérhette a tanácsát, segítségét, számára nem volt református vagy katolikus szegény, csak szegény és árva. A kivégzése előtt a református gazdák próbálták mindenáron kiszabadítani, akár pénz (ökör) árán is kiváltani. A református közösségben még száz év múltán is nagy tisztelettel beszélnek róla. Ferenc atya a Krisztus-központú szeretet ökumenizmus profétája volt saját korában és lelki öröksége mind a mai napig aktuális.

## Kivégzésének körülményei
Az 1919. március 21-én, Budapesten kikiáltott Magyarországi Tanácsköztársaság orosz-bolsevik típusú politikai berendezkedést, államvezetést és hatalomtechnikai gyakorlatot vezetett be, létrejötte az újkori magyar történelem legradikálisabb politikai fordulatának számít. Formálisan nem tiltották be a vallástanítást, de rendelkezések sora igyekezett ellehetetleníteni a Katolikus Egyház működését.
A vörösterrornak jelen tudásunk szerint kilenc katolikus pap, egy kivégzett és egy börtönben elhunyt apáca áldozata volt.

## Ferenc atya utolsó három napja

### 1919. június 3. (kedd): a helyi munkástanács letartóztatása
Mint mindenütt: Császáron is voltak követői a bolsevik tanácsköztársaságnak. A Munkástanács feloszlatása előtt a faluban már egyre gyakrabban utaltak arra, hogy le kellene váltani a vezetőséget. 1919 júniusában felröppent a hír, hogy megbukott a „vörösek rendszere”. Ennek hatására a kommün helyi tagjait a falu feldühödött népe őrizetbe vette. Ferenc atya aznap egy fiatal párt esketett (Sass Jánost és Márkus Vilmát), és az esküvői vacsorán értesült arról, hogy az ellenforradalmárok letartóztatták a munkástanács tagjait és fogva tartják őket a községháza tanácstermében. A faluban nagy volt a lelkesedés, nemzetőrséget hoztak létre és átkutatták a letartóztatottak házát, fegyverek után kutatva.
Körmendi Lászlónak, az egyik bezárt munkástanácstagnak, éjszaka sikerült megszöknie és értesítette a vörösök parancsnokságát Kisbéren.

### 1919. június 4. (szerda): az esküvőről a községházára
Korán reggel, követség érkezett a plébániára és kérték Ferenc atyát, hogy menjen a községházára, legyen jelen az új tanács megalakulásánál és vállalja el annak vezetését. Egészségügyi állapotára hivatkozva visszautasítja a felkérést, és ugyanazon alkalommal meglátogatja a munkástanács bezárt tagjait. Hangsúlyozta, hogy elítéli a leszámolást. Három tanú is, a káplán és kettő a rabok közül Körmendi István és Búzás József vallotta, hogy látogatása békés szándékú volt, bűnbánatra, gyónásra intette őket.
Erről a császári megmozdulásról értesült a tatai kormányzótanácsi biztos, Lantos (Löwy) Bertalan, aki rendkívüli intézkedéseket tett, s június 4-én az ő vezetésével egy munkásokból álló fegyveres alakulat szállta meg a községet. Még két vörösgárdista csapat érkezett: Budapestről és Tatabányáról (Horinek Ferenc vezetésével). Búzás József elmondása szerint a tatai csoport már azzal a szándékkal érkezett, hogy akasszák fel a csuhást.
Amikor a falut megszállták a vörösgárdisták, megkezdődött a forradalmi kormány elleni összeesküvésben részt vettek letartóztatása. A templomtoronyban volt egy biztonságos helyiség ahol Ferenc atya elrejtőzött, azonban amikor a kápolnába ment imádkozni, könnyen megtalálták a katonák és letartóztatták.
Szabó Géza káplán a községházán várta a kihallgatást több más fogvatartottal együtt, amikor megérkeztek a katonák és mondták, hogy megtalálták az öreg papot. Erre így emlékezik vissza Géza káplán «Jön hamarosan a csapat. Nyolc fegyveres. Köztük breviáriummal jön a plébános úr. Szidják, taszigálják. A brigádvezető leadja a jelentést „Megtaláltuk az Istennél, a szent kabaré nem védte meg a vén csuhást”»

### A tárgyalás
A forradalmi tanács tagjaiból alakult meg a bíróság. Lantos Bertalan, a bíró, már a tárgyalás előtt elrendelte a bitófa felállítását, és több megjegyzéséből is kitűnt, hogy a pap kivégzése a fő cél, habár 16 letartóztatott volt a községházán. Hogy mennyire eltökélt volt azzal kapcsolatban, hogy Ferenc atyát ki akarta végeztetni, az is bizonyítja, hogy a Tanácsköztársaság bukása után, 1920-ban tetteiért bíróság elé kellett állnia és ott is azt mondta a per során, hogy „a pap számára nincs kegyelem, ő nem enged a pap halálából”.

### 1919. június 5. (csütörtök): a Budapestről érkezett bíróság
Csütörtök reggel, a faluban kidobolták, hogy népgyűlés lesz a községházán, amelyen mindenkinek, még a gyerekeknek is, részt kell venniük, és ha a katonák valakit otthon találnak, azonnal lelövik. Így aztán a falu lakossága előtt zajlott le a tizenhat letartóztatott tárgyalása.
Szabó káplán vallomása szerint, Ferenc atya reggel a plébánián békésen, nyugodtan tanácsokat adott a káplánnak azokról a teendőkről, amikre figyelni kell távollétében. A községházán a per elhúzódott, mert előre megtervezett forgatókönyv szerint először minden vádlott megkapta az ítéletét, és aztán felajánlotta a bíróság, hogy ki lehet váltani, pénzel, ökörrel, amit többen is megtettek. A református gazdák összefogtak és ki akarták váltani Ferenc atyát is, de a bíróság nem fogadta el ajánlatukat.
A per ideje alatt, míg Ferenc atya várakozott a sorára a tanácsteremben, Szabó káplán meglátogathatta. Visszaemlékezése szerint, a tanácsteremben nem zavarták őket, nyugodtan meggyóntathatta, az atya elmondta az utolsó rendelkezéseit a végrendeletével kapcsolatban, kiket értesítsenek a családjából, és hogy tájékoztassa az egyházmegyei hatóságot is a haláláról. Békésen, nyugodtan imádkoztak (a hét bűnbánó zsoltárt és a misereret), míg a tárgyalásra vártak, habár Ferenc atya biztos volt abban, hogy kivégzik, és a tárgyalás csak színjáték. A várakozás ideje alatt, ő bátorította és vigasztalta a káplánt. A káplán elmondása szerint, a per kezdete előtt a vörös katonák kipróbálták a bitófát és hangosan üvöltözték, hogy „elbírja a papot”.
A vádak felolvasása után felszólították Ferenc atyát, hogy válaszoljon a vádakra. Válaszában ártatlannak vallotta magát és Jézus kivégzésére utalva megjegyezte, hogy most őt is ugyanolyan ártatlanul ítélik el, mint régen Jézust. „Ő segít nekem, ha meg kell halnom, mert érte lettem pap, az igazság papja.”
A bíróság egyhangúlag golyó általi halálra ítélte. A védő enyhítést kért, és csendesebb kivégzési módot, az akasztást kérte, amit a bíróság el is fogadott. Habár köztudott, hogy a golyó általi halál sokkal kíméletesebb, úgy tűnik, hogy ebben is a rosszindulatuk, a pap elleni gyűlöletük fejeződött ki.
A többi vádlott esetében: hét polgárt halálra ítéltek, tizenhatot pedig súlyos fegyházbüntetésre. Ugyanaz a védő az ő esetükben is enyhítést kért és a fegyház- és halálbüntetéseket pénzbírságra módosították.

### Kivégzése
A kivégzésre kirendelték az egész falut. A bitófához a kötelet a szomszédos istállóból hozták, mert hirtelen nem találtak máshol. A bitófa alá tettek egy asztal, arra egy széket és az idős plébánosnak erre kellett felmásznia, hogy a nyakát a hurokba helyezhessék. Ferenc atya hurokkal a nyakán mondta el utolsó szavait, amelyek a síremlékén is olvashatóak: „Elmegyek, mert elveimért pusztulnom kell. Sokat dolgoztam értetek, hogy boldogok legyetek. Ezért csak imáitokat kérem. Isten veletek!” Az odarendelt körzeti orvos, dr. Benes Endre, állapította meg a halált. A káplán, a sekrestyéssel és néhány hívővel a plébániára vitték a plébános testét, ahol felravatalozták és így a hívek elköszönhettek tőle.

### 1919. június 6. (péntek): a temetés napja
A temetésen a megfélemlítések ellenére a környékbeli papok és az egész falu lakossága jelen volt. 

## Ferenc atya emlékezete
Ferenc atya halála kapcsán a hívek között gyorsan elterjedt a vértanúság híre, még a református lakosság, az állami hivatalnokok is folyamatosan mártírként beszéltek róla. A szóbeli és írásos híradások, mint mártírhalálról számolnak be. Császár lakosai, vallástól függetlenül, úgy emlékeznek Ferenc atyára, mint a szegényeket szerető, híveiért áldozatos életet élő lelkipásztorra, aki életét adta híveiért.

## Boldoggáavatási eljárás
2022-ben, Dr. Veres András, a Győri Egyházmegye Püspöke megnyitotta Isten szolgája Ferenc, vértanú hírében meghalt atya boldoggáavatási eljárását.

## Felhasznált irodalom
1. Vörösváry Ernő,     Wohlumth Ferenc császári plébános, vértanú, Szeged, 1923. 39 old.
2. Konrad Haspel     OSB, Értetek fáradozva, Győr, 2017. 104 old.

1. ↑  PIM-névtér. (Hozzáférés: 2022. június 30.)